# Cornell MacNeil
Cornell MacNeil (ur. 24 września 1922 w Minneapolis, zm. 15 lipca 2011 w Charlottesville w stanie Wirginia) – amerykański śpiewak operowy, baryton.

## Życiorys
Początkowo pracował jako operator maszyn w fabryce, amatorsko występując jako śpiewak i aktor w radio i małych rolach na Broadwayu. Dzięki uzyskanemu stypendium podjął studia wokalne w Hartt College of Music w Hartford u Friedricha Schorra, później studiował u Virgilio Lazzariego i Dicka Marzollo w Nowym Jorku oraz u Luigiego Ricciego w Rzymie. Zadebiutował jako śpiewak operowy w 1950 roku w Filadelfii rolą Sorela w operze Gian Carlo Menottiego The Consul. W 1953 roku nawiązał współpracę z New York City Opera. W kolejnych latach debiutował na scenach w San Francisco (1955) i Chicago (1957). Światowy rozgłos przyniosła mu rola Don Carlosa w Ernanim na deskach La Scali w Mediolanie w 1959 roku. W tym samym roku tytułową rolą w Rigoletcie debiutował w nowojorskiej Metropolitan Opera, z którą pozostał związany do 1987 roku. W 1964 roku wystąpił w roli tytułowej w Makbecie w Covent Garden Theatre w Londynie.
Do jego popisowych ról należały Tonio w Pajacach, Amonstro w Aidzie, Nabuchodonozor w Nabucco, Renato w Balu maskowym, Jagon w Otellu, Scarpia w Tosce.